# 埃尔姆斯霍恩附近诺伊恩多夫
埃尔姆斯霍恩附近诺伊恩多夫是德国石勒苏益格－荷尔斯泰因州的一个市镇。总面积15.78平方公里，总人口899人，其中男性444人，女性455人（2011年12月31日），人口密度57人/平方公里。